# 6P1P

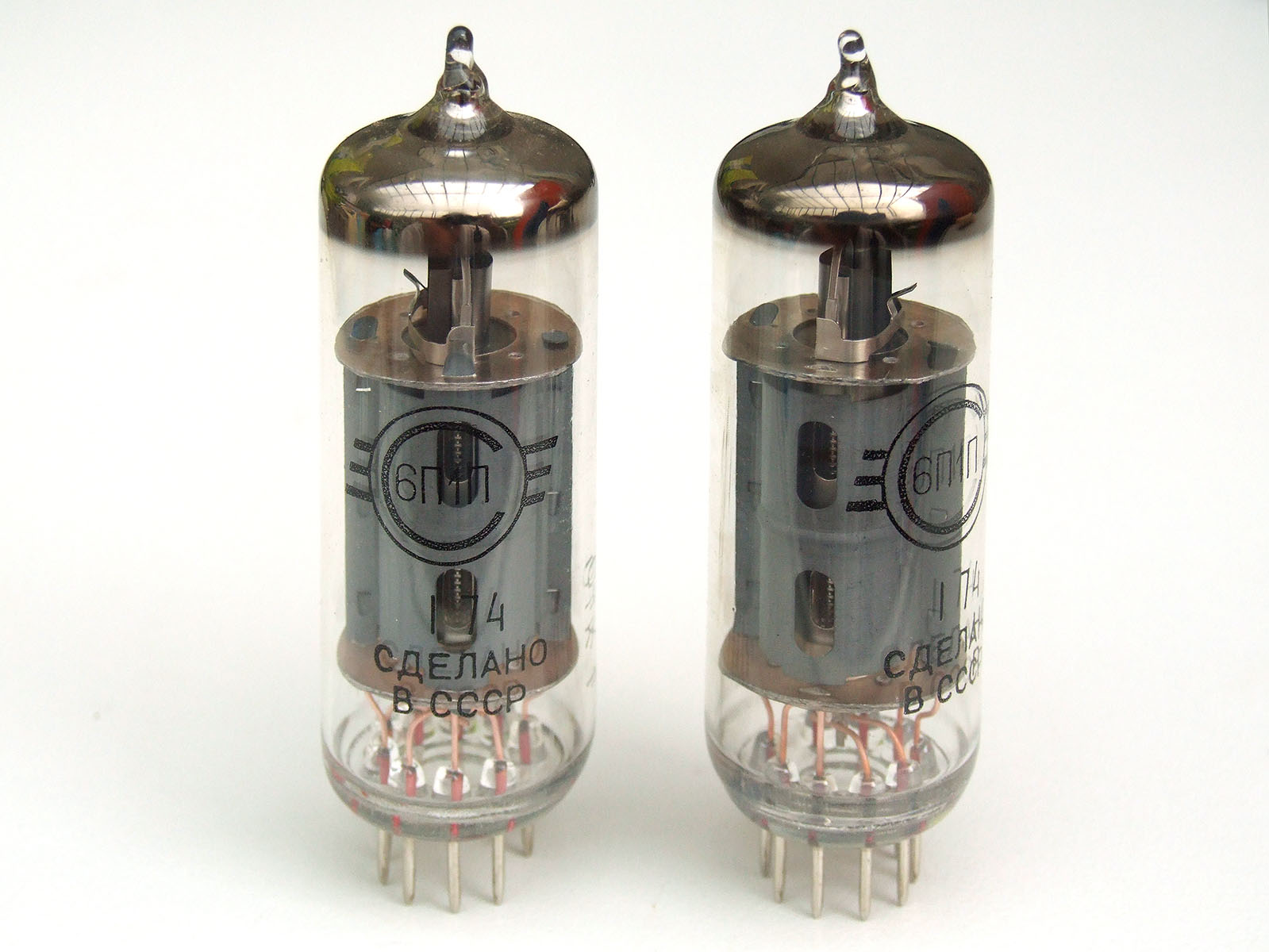
苏联时期斯韦特兰娜工厂制造的6P1P

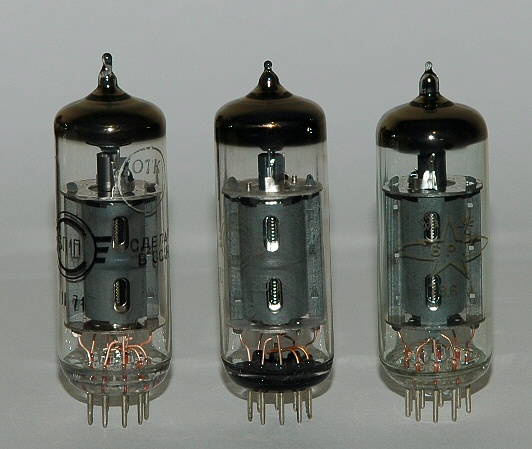
苏联斯韦特兰娜工厂制造的6P1P（左）、6P1P-EV（中间）和曙光电子管厂制造的6P1（右）

6P1P是一种已经停产的束射功率管。它曾在苏联、中国广泛生产，与美国的6AQ5和6V6，欧洲的EL90类似。由于6P1P是小九脚的电子管，与6AQ5/EL90等小七脚电子管不同，因此它不能直接替代6AQ5/EL90。不过，在改变管座接线后，6P1P可以正常工作在为6AQ5/EL90和6V6设计的电路中。
6P1P有一种长寿命军用版本6P1P-EV（西里尔字母：6П1П-ЕВ 中国型号：6P1-J），它的参数大致相当于6AQ5W。在中国，曙光电子管厂、北京电子管厂、上海电子管厂等厂家生产了大量6P1P（型号标注为6P1），存世量大，其在各大线上交易平台的价格均较实惠。

## 用途
该管有着12W的屏极耗散功率，跨导为4.9mA/V，在典型的甲类单端电路中输出3.8W的功率，在甲乙类推挽电路中可以输出12W的功率。
在中国，该管曾经广泛用在AM收音机（如：红灯711电子管收音机）上作为单端功率输出级驱动扬声器。后来在电子管FM收音机普及时，它被跨导更高、输出功率更大的功率五极管6P14P（中国型号：6P14）所取代。现在，由于其存世量大、价格便宜且与6AQ5和6V6的电参数相同，它被喜爱胆机的音响发烧友和电子管吉他音箱爱好者用在功率放大器上。

## 其他束射功率管
- KT66

## 外部連結
- 6P1P排列和规范（页面存档备份，存于）（俄文）